# Mart Järvik
Mart Järvik (* 21. Februar 1956 in Käru, heute Landgemeinde Türi, Kreis Järva) ist ein estnischer Politiker. Vom 29. April bis zum 25. November 2019 war er Minister für ländliche Entwicklung der Republik Estland im Kabinett Ratas II.

## Leben
Mart Järvik schloss 1971 die Mittelschule in Vändra ab. Bis 1975 besuchte er die Technische Oberschule der Sowchose in Tihemetsa. Zunächst war er von 1975 bis 1979 als Leiter einer Autoreparatur-Werkstatt im Dorf Lokuta beschäftigt. Von 1979 bis 1989 arbeitete Järvik dann als Busfahrer in Pärnu. Von 1989 bis 1991 war er bei der finnischen Firma Antti-Teollisuus OY angestellt.
Mit Wiedererlangung der estnischen Unabhängigkeit wurde Järvik 1991 Landwirt auf einem eigenen Hof in seiner mittelestnischen Heimat. Gleichzeitig arbeitete er von 1991 bis 2001 für sein finnisches Unternehmen als Bauaufseher und Verkaufsleiter für die Baltischen Staaten und Osteuropa weiter.
2009 schloss Mart Järvik ein Studium im Fachbereich Umweltwissenschaften an der Zweigstelle der Universität Tartu in Türi ab. 2011 machte er seinen Magistergrad an der Fakultät für Naturwissenschaften und Technologie der Universität Tartu.

### Politik
Von 2002 bis 2013 war Mart Järvik Mitglied der konservativen Partei Res Publica bzw. ihrer Nachfolgepartei Isamaa ja Res Publica Liit. Im April 2015 schloss er sich der rechtspopulistischen Estnischen Konservativen Volkspartei (EKRE) an.
Von 2002 bis 2018 war Mart Järvik Bürgermeister der Landgemeinde Järvakandi im Kreis Rapla. Gleichzeitig bekleidete er von 2010 bis 2014 das Amt des stellvertretenden Vorstandsvorsitzenden des Estnischen Städtetags (Eesti Linnade Liit).
Mit dem Eintritt seiner Partei EKRE in die Koalitionsregierung von Ministerpräsident Jüri Ratas wurde Järvik am 29. April zum Minister für ländliche Entwicklung ernannt. Nach Korruptionsanschuldigungen gegen ihn und dem Vorwurf, die Öffentlichkeit falsch informiert zu haben, musste Järvik am 25. November 2019 aus dem Kabinett ausscheiden. Gleichzeitig entließ die Regierung den seit 2016 amtierenden Staatssekretär in Järviks Ministerium, Illar Lemetti, der den Fall seines Ministers an die Justiz übergeben hatte.

### Privates
Mart Järvik ist verheiratet. Er hat einen erwachsenen Sohn und eine erwachsene Tochter.